# 陳溝千佛岩摩崖造像
陳溝千佛岩摩崖造像位於四川省眉山市東坡區，文物遺址年代判定為唐。2012年7月16日公佈為第八批四川省文物保護單位。
陳溝千佛岩摩崖造像位於四川省眉山市東坡區三蘇鄉陳溝村二組陳溝水庫內，水庫大壩東南。陳溝水庫自1963年竣工後，造像就淹沒于水中，一直只聞其名而沒有任何資料記載，2009年6月因修繕水庫大壩才得以瞭解詳細情況。造像共有3窟，分佈在三片岩石上，總長約30米，離地約1.5米，都為方形盤。1號窟位於水庫大壩以南山岩上共兩龕，右龕（南）高2米，寬6.5米，刻佛像15排，1-12排每排48尊，共500余尊，“陳溝千佛岩摩崖造像”由此得名。2、3號窟位於水庫東南庫中一巨石島（木魚島，因形似木魚故名）上；2號窟在北有兩盤，右龕刻佛像18尊；左龕自左至右刻佛像4豎排共130尊，保存較好；3號窟在東共2龕，左龕中部刻高大佛像4尊，左面刻2尊；右盆刻小佛像4橫排。陳溝千佛岩摩崖造像是東坡區存量不多的唐代摩崖造像之一，是研究唐代石刻藝術和佛教文化的重要實物遺存，具有較高的藝術和文物價值。2010年被眉山市人民政府公佈為市級文物保護單位。